# Schlüchtsee
Der Schlüchtsee ist ein kleiner künstlicher See im Südschwarzwald bei Grafenhausen im Landkreis Waldshut und wird von der Schlücht durchflossen.

## Geschichte und Größe
Das Kloster St. Blasien brauchte einen Eisweiher für die 1791 gegründete nahe gelegene Brauerei in Rothaus und so wurde die Schlücht aufgestaut. Bald kam eine Textilfärberei hinzu, die bis in die 1920er Jahre bestand. Auf den Wiesen wurde gebleicht und das Seewasser zum Färben genutzt. Erst im 20. Jahrhundert kam der Badebetrieb auf und aus dieser Zeit stammt auch das hölzerne Badehäuschen. Mit dem Erwerb des Sees durch die schweizerische Adelsfamilie Ernest von Adelsheim um 1920 wurde Wert auf Naturschutz, besonders der Seerosen gelegt. Den führte dann der frühere Pächter des Schlüchtseehofes Erich Gold weiter. Heute ist der Seerosenbereich durch Baumstämme vom Badebereich getrennt. Am Badestrand befindet sich heute außerdem ein Kiosk.
Die Fläche des auf 914 m Höhe unmittelbar nördlich des Schlüchtseehofs zwischen Grafenhausen und Rothaus gelegenen Sees umfasst ca. 6 ha (0,06 km²) bei einem Umfang von knapp 0,73 km. Die Breite in Nord-Süd-Richtung beträgt 260 Meter und 230 Meter in West-Ost-Richtung. Die Tiefe beträgt bis zu fünf Meter. Der See ist beliebt zum Baden und Fischen. Am See vorbei führt ein Wanderweg nach dem Hüsli, benannt nach Klausjürgen Wussow. Der See steht unter der Nr. 3.032 mit 8,5 ha als „Schlüchtsee“ seit dem 11. Oktober 1940 unter Naturschutz.

## Bilder

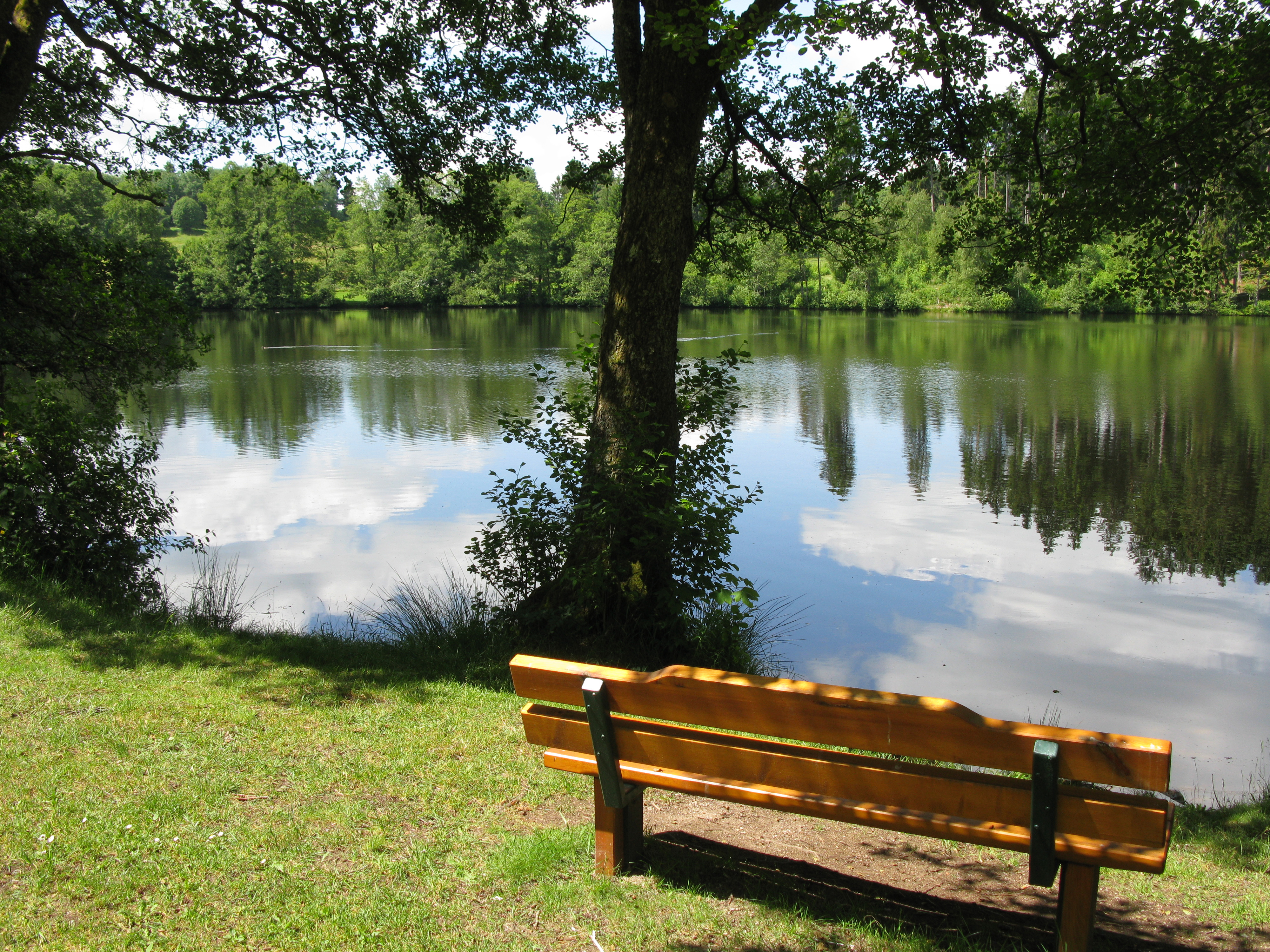
Schlüchtsee
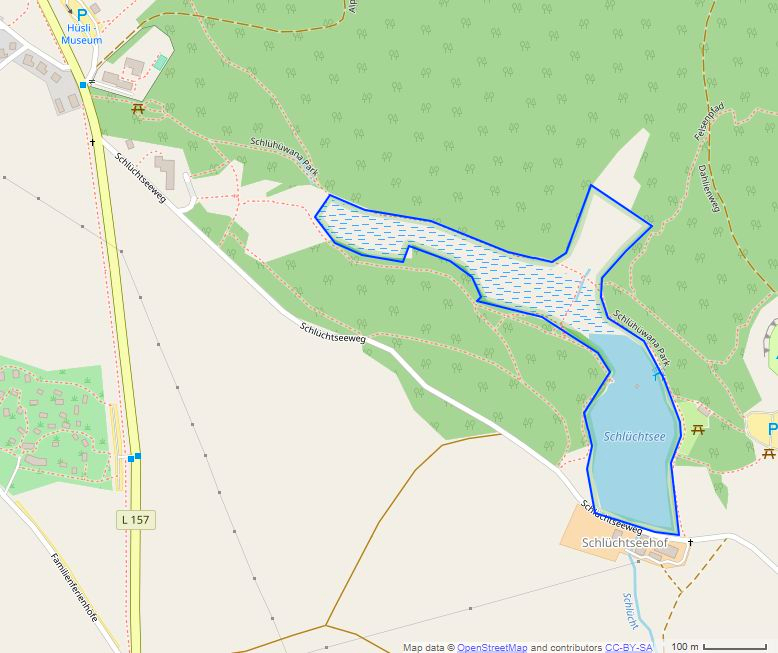
Ausmaß des Naturschutzgebietes
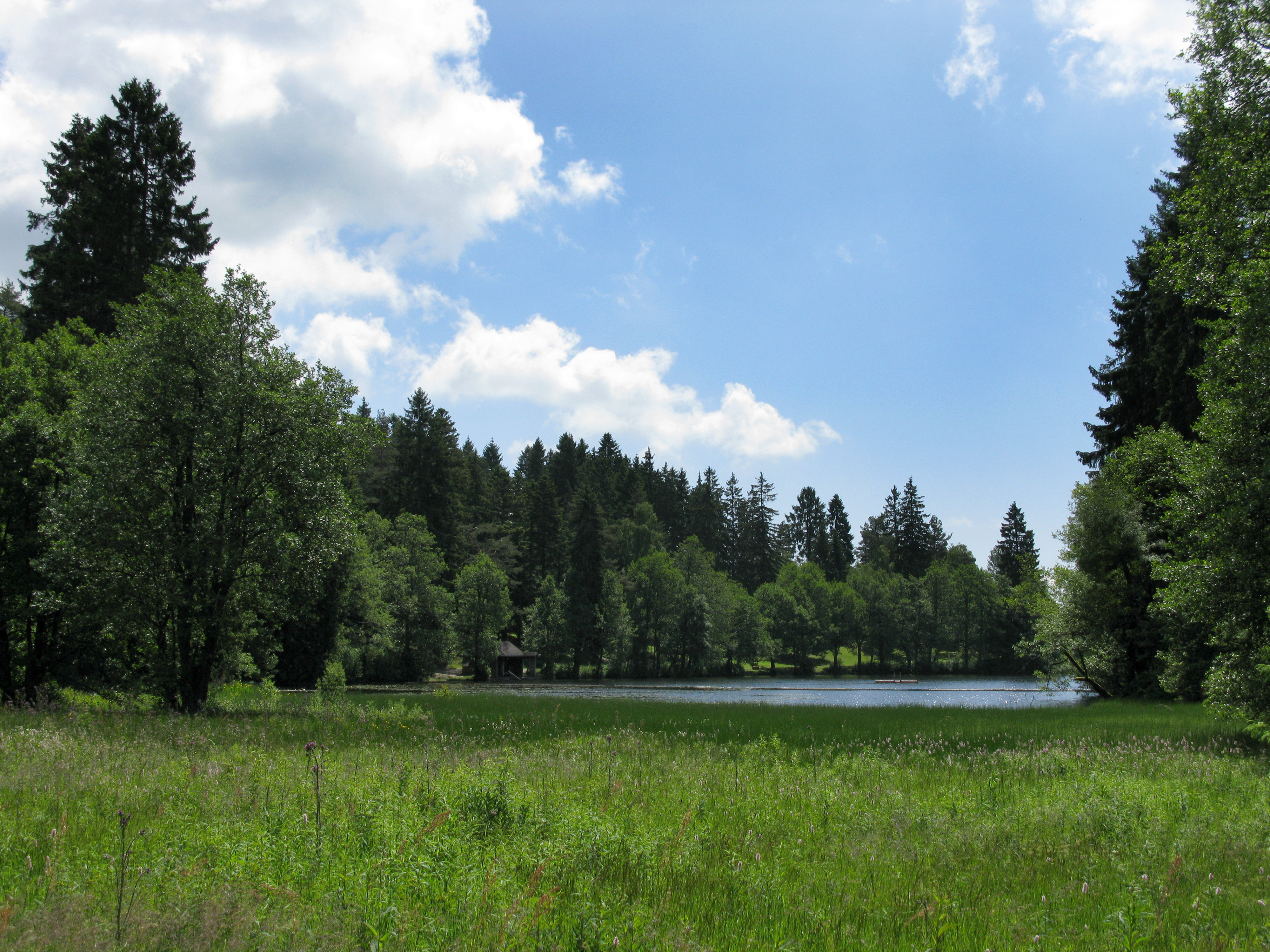
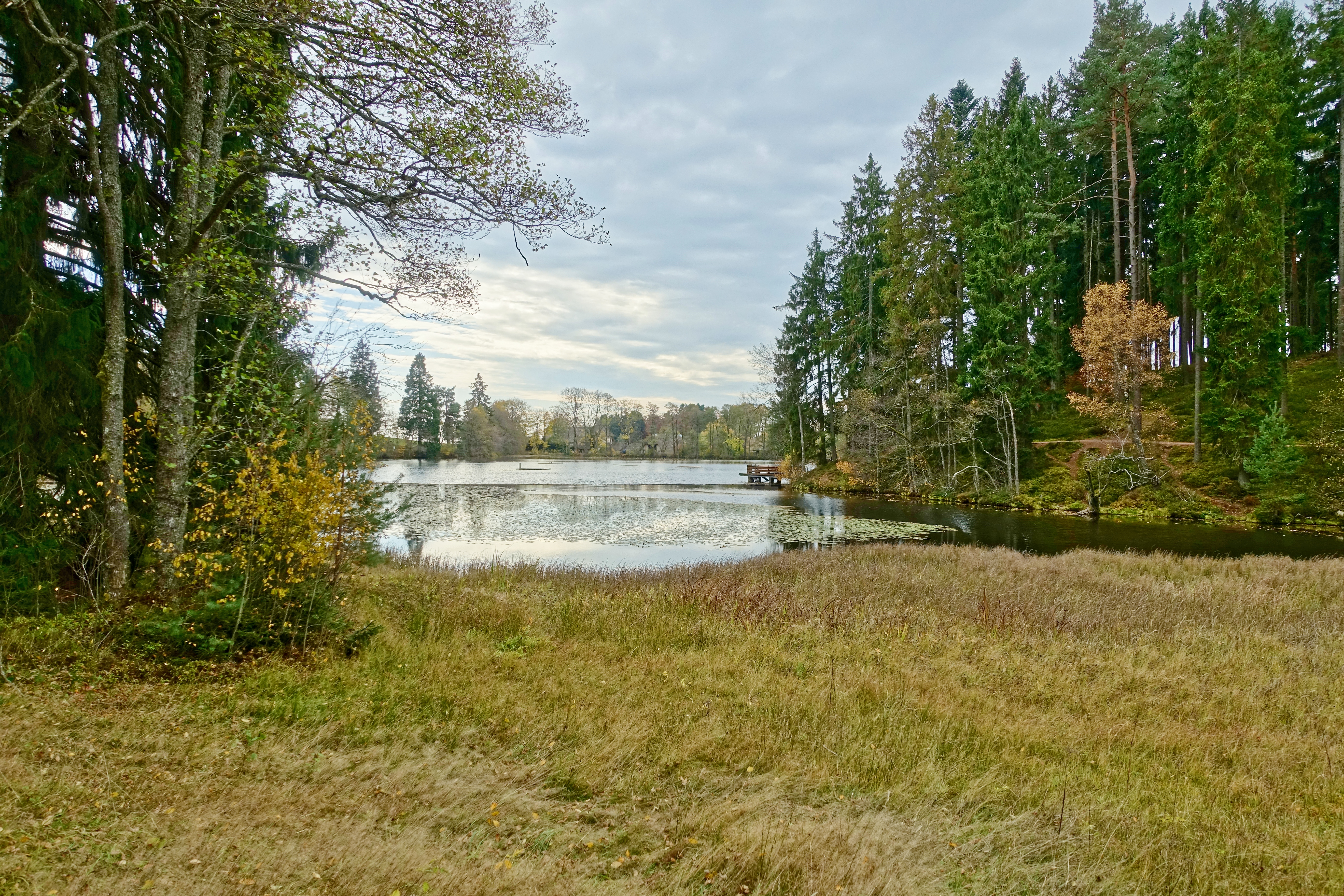
Naturschutzgebiet